# Chlorophytum geophilum
Chlorophytum geophilum là một loài thực vật có hoa trong họ Măng tây. Loài này được Peter ex Poelln. mô tả khoa học đầu tiên năm 1943.